# Ерік Крістіан Олсен
Ерік Крістіан Олсен (нар. 31 травня 1977) — американський актор. Знаний своїми образами слідчого Марті Дікса в телесеріалі CBS NCIS: Лос-Анджелес, Остіна у фільмі «Недитяче кіно» і Ллойда Крістмаса в "Тупий і ще тупіший: Коли Гаррі зустрів Ллойда ".

## Раннє життя
Олсен народився в Юджині, штат Орегон, у сім'ї Жанни (уродженої Донстад), неконфесійного капелана, і Пола В. Олсена, професора англійської мови, головного тренера з легкої та кросової місцевості коледжу Августана в Рок-Айленді, штат Іллінойс. У нього є старший брат Девід, який виконує роль його дублера; Девід одружений на актрисі та зірці Олсена з фільму NCIS: Лос-Анджелес Даніелі Руа. Олсен має норвезьке походження. Більшу частину свого дитинства Олсен провів у Беттендорфі, штат Айова, там він відвідував середню та середню школу Беттендорфа, де займався спортом, японською та китайською мовами. На додаток до багатьох місцевих театральних вистав, Олсен навчався імпровізації з ComedySportz Quad Cities, а пізніше приєднався до акторського складу.

## Кар'єра
Першою головною роллю Олсена стала головна роль у телевізійному фільмі «Пригоди короля Артура» 1999 року, невдовзі після того, як він зіграв вмираючу жертву опіків у «Швидкій допомозі» на NBC. Наступною його роллю стала маленька роль у серіалі HBO Black Cat Run. Невдовзі він отримав головну роль у телесеріалі Fox Get Real, зігравши Кемерона Гріна. Серіал тривав рік, перш ніж він перейшов на великий екран, коли зіграв навідника Бена Аффлека у фільмі "Перл-Харбор «, після чого швидко зіграв головну роль Остіна „Зухвалого білявого хлопця“ у повнометражному фільмі для підлітків — Недитяче кіно.
Наступного разу Олсен зіграв Джейка в підлітковій комедії „Ціпонька“. 2003 року він зіграв роль Ллойда Крістмаса у фільмі „Тупий і ще тупіший: Коли Гаррі зустрів Ллойда“, приквелі хіта „Тупий і ще тупіший“. Олсен продовжив це, зіграв проти Кріса Еванса вдруге в Cellular. Він знявся у фільмі Mojave, який ще не вийшов, а потім приєднався до останнього сезону Tru Calling від Fox. Він зіграв три дуже контрастні ролі у 2006 і 2007 роках, випустивши Beerfest, License to Wed і Зака Браффа The Last Kiss. Олсен зіграв Саллі в ситкомі Fox The Loop. Олсен мав чотири інші проєкти у 2008 році і продовжує проживати в Малібу, Каліфорнія.
У 2009 році він з'явився в кількох епізодах першого сезону ситкому „Спільнота“ в ролі Вона, зазвичай без сорочки, студента-неохіпі, музиканта та спортсмена. Олсен з'явився на веб-сайті потокового відео Вілла Феррелла та Адама Маккея „Смішно або помри“ з невеликою серією сегментів із персонажем, на ім'я Перрі Хілтон, пародією на Періс Хілтон. Він зіграв головну роль у науково-фантастичному фільмі жахів The Thing 2011 року.
Олсен зіграв детектива Марті Дікса в шоу CBS NCIS: Лос-Анджелес. Його персонаж з'явився у двох епізодах першого сезону, перш ніж приєднатися до акторського складу як регулярний актор у другому сезоні. Невістка Олсена, Даніела Руа, є однією з його колег.
Олсен є продюсером короткометражного фільму Bald 2014 року та виконавчим продюсером документального фільму Andy Irons: Kissed by God 2018 року Має власну продюсерську компанію Cloud Nine Productions. 2019 року він почав своє перше шоу як виконавчий продюсер Hulu під назвою Woke.
Олсен дебютував у 11 епізоді 10 сезону (250-й загальний епізод) NCIS: Лос-Анджелес під назвою „Мати“, який вийшов в ефір 1 грудня 2019 року.

## Особисте життя
У жовтні 2011 року Олсен заручився з актрисою Сарою Райт Вони одружилися поблизу Джексон-Хоул, штат Вайомінг, 23 червня 2012 року У них є син і дві дочки.
Олсен і Райт були показані в епізоді 2015 року серіалу HGTV „Мисливці за будинками“, які купують заміський будинок поблизу Джексон-Хоул. Олсен працює з благодійною організацією „Hats Off for Cancer“ як почесний член правління та прес-секретар. Він і його дружина Сара є членами ради директорів Environmental Media Awards.

## Фільмографія

### Кіно
| рік      | Назва                                         | роль                          | Примітки       |
| -------- | --------------------------------------------- | ----------------------------- | -------------- |
| 2001 рік | Злі люди відстій                              | Нік                           | Короткий фільм |
| 2001 рік | Перл-Гарбор                                   | навідник                      |                |
| 2001 рік | Недитяче кіно                                 | Остін                         |                |
| 2002 рік | Місцеві хлопці                                | Ренді Добсон                  |                |
| 2002 рік | Ціпонька                                      | Джейк                         |                |
| 2003 рік | Тупий і ще тупіший: Коли Гаррі зустрів Ллойда | Ллойд Різдво                  |                |
| 2004 рік | Стільниковий                                  | Чед Томпсон                   |                |
| 2004 рік | Долина Смерті                                 | Джош                          |                |
| 2006 рік | Пивний бум                                    | Гюнтер                        |                |
| 2006 рік | Прощальний поцілунок                          | Кенні                         |                |
| 2007 рік | Ліцензія на СР                                | Карлайл Майерс                |                |
| 2007 рік | Повернення                                    | Закордонний студент по обміну |                |
| 2008 рік | Сонячне прибирання                            | Ренді Клевер                  |                |
| 2008 рік | Орлиний зір                                   | Крейг Болстон                 |                |
| 2009 рік | Загорівся                                     | Нік Брейді                    |                |
| 2009 рік | Шість дружин Генрі Лефея                      | Ллойд Віггінс                 |                |
| 2010 рік | Запасний план                                 | Клайв Беннетт                 |                |
| 2011 рік | Дещо                                          | Адам Фінч                     |                |
| 2012 рік | Селеста і Джессі назавжди                     | Стів Такер                    |                |
| 2014 рік | Попереджувальні етикетки                      | Тад                           | Короткий фільм |
| 2015 рік | Зграя розбійників                             | Сід Сойєр                     |                |
| 2016 рік | Relationtrip                                  | Чіппі (голос)                 |                |
| 2017 рік | Сонячні собаки                                | Тад                           |                |
| 2017 рік | Битва статей                                  | Лорні Куле                    |                |
| 2019 рік | Місце без слів                                |                               |                |

### Музичні кліпи
| рік      | Назва                                 | Художник          | Ref.   |
| -------- | ------------------------------------- | ----------------- | ------ |
| 2001 рік | "Заплямована любов"                   | Мерилін Менсон    | [ 23 ] |
| 2008 рік | "Так, ми можемо"                      | will.i.am та інші |        |
| 2014 рік | "Уявіть собі" (UNICEF: World version) | різноманітні      | [ 24 ] |

## Нагороди та номінації
Нагороди молодого художника
- 2000: номінація в номінації «Найкраща гра в телевізійному серіалі — молодий ансамбль» з Джессі Айзенбергом, Кайлом Гібсоном, Енн Гетевей у Get Real.[25]

Teen Choice Awards
- 2003: Номінація, «Хімія фільму на вибір» з Дереком Річардсоном у фільмі «Тупий і ще тупіший: Коли Гаррі зустрів Ллойда».[26]

Нагороди Razzie
- 2003: Номінація, «Найгірша екранна пара» з Дереком Річардсоном у фільмі «Тупий і ще тупіший: Коли Гаррі зустрів Ллойда».[27]

Prism Awards від Entertainment Industries Council
- 2014: Номінація, «Чоловіча роль у багатосерійному драматичному серіалі» в NCIS: Лос-Анджелес.[28]